# Фелонюк Юрій Васильович
Юрій Васильович Фелонюк (9 квітня 1979) — офіцер Служби безпеки України, генерал-майор. Начальник Управління СБУ у Волинській області (2015—2019), в.о. начальника в Чернівецькій області (2014—2015).

## Життєпис
Народився 9 квітня 1979 року на Хмельниччині.
Після закінчення школи у м. Старокостянтинів вступив до Національної академії Служби безпеки України. Закінчив академію у 2001 році.
Відтоді до 2011 року Юрій Фелонюк працював на оперативних посадах в управлінні СБУ у Хмельницькій області.
З 2011 до 2014 року працював в управлінні СБУ у м. Києві начальником відділу в головному відділі по боротьбі з корупцією та організованою злочинністю.
У липні 2014 року був призначений заступником начальника управління СБУ у Чернівецькій області, де з серпня того ж року до березня 2015 він виконував обов'язки начальника управління.
У квітні 2015 року призначений начальником управління Служби безпеки України у Волинській області.
14 жовтня 2017 р. указом президента П. Порошенка полковник Фелонюк отримав звання генерал-майора.
Звільнений з посади начальника управління СБУ у Волинській області 11 червня 2019 року.

## Сім'я
Одружений, має доньку.

## Статки
За словами самого Фелонюка, у 2012 році отримав службову квартиру від СБУ у Києві, яку згодом приватизував згідно закону.
У Луцьку проживає у відомчому житлі, яке йому не належить і не може бути приватизоване.
За даними преси, батько Фелонюка будує особняк поблизу Хмельницького.
Дружина начальника управління СБУ у Волинській області Діана Фелонюк весь свій трудовий шлях провела у судах.

### Інтерв'ю
- Валентина Савчук, «Вважаю, що Служба безпеки України повинна стати тим авторитетом у правоохоронній системі, на який будуть рівнятися усі» // mistovechirne.in.ua
- Василь Уліцький, Юрій ФЕЛОНЮК: «Волинську республіку створено. У... Росії» // volyn.com.ua, 02.08.2016